# British Home Championship 1922/23
De British Home Championship van 1922/23 was de 35e editie van de British Home Championship. Het toernooi werd gehouden van 21 oktober 1922 tot en met 14 april 1923. Schotland werd kampioen.

## Eindstand
| Team          | Gsp | W | G | V | DV | DT | DS | Ptn |
| ------------- | --- | - | - | - | -- | -- | -- | --- |
| Schotland     | 3   | 2 | 1 | 0 | 5  | 2  | +3 | 5   |
| Engeland      | 3   | 1 | 2 | 0 | 6  | 4  | +2 | 4   |
| Noord-Ierland | 3   | 1 | 0 | 2 | 3  | 3  | 0  | 2   |
| Wales         | 3   | 0 | 1 | 2 | 2  | 7  | –5 | 1   |

## Wedstrijden
|                                                    |                         |       |         |                                                                                   |
| 21 oktober 1922 «onderlinge duels» 14:00 uur (UTC) | Engeland                | 2 – 0 | Ierland | The Hawthorns, Birmingham Toeschouwers: 20.173 Scheidsrechter: Alex Jackson (SCO) |
| 21 oktober 1922 «onderlinge duels» 14:00 uur (UTC) | Harry Chambers 63', 86' |       |         | The Hawthorns, Birmingham Toeschouwers: 20.173 Scheidsrechter: Alex Jackson (SCO) |

|                                                 |               |                 |           |                                                                              |
| 3 maart 1923 «onderlinge duels» 15:30 uur (UTC) | Noord-Ierland | 0 – 1           | Schotland | Windsor Park, Belfast Toeschouwers: 30.000 Scheidsrechter: Arthur Ward (ENG) |
| 3 maart 1923 «onderlinge duels» 15:30 uur (UTC) |               | 67' Andy Wilson |           | Windsor Park, Belfast Toeschouwers: 30.000 Scheidsrechter: Arthur Ward (ENG) |

|                                                 |                                |       |                                   |                                                                           |
| 5 maart 1923 «onderlinge duels» 15:30 uur (UTC) | Wales                          | 2 – 2 | Engeland                          | Ninian Park, Cardiff Toeschouwers: 12.000 Scheidsrechter: Tom Bryan (ENG) |
| 5 maart 1923 «onderlinge duels» 15:30 uur (UTC) | Fred Keenor 17' Ivor Jones 90' |       | 36' Harry Chambers 48' Vic Watson | Ninian Park, Cardiff Toeschouwers: 12.000 Scheidsrechter: Tom Bryan (ENG) |

|                                  |                     |       |       |                                                                             |
| 17 maart 1923 «onderlinge duels» | Schotland           | 2 – 0 | Wales | Love Street, Paisley Toeschouwers: 25.000 Scheidsrechter: Isaac Baker (ENG) |
| 17 maart 1923 «onderlinge duels» | Andy Wilson 7', 55' |       |       | Love Street, Paisley Toeschouwers: 25.000 Scheidsrechter: Isaac Baker (ENG) |

|                                                  |                                     |       |                              |                                                                              |
| 14 april 1923 «onderlinge duels» 15:00 uur (UTC) | Schotland                           | 2 – 2 | Engeland                     | Hampden Park, Glasgow Toeschouwers: 71.000 Scheidsrechter: Arthur Ward (ENG) |
| 14 april 1923 «onderlinge duels» 15:00 uur (UTC) | Andy Cunningham 31' Andy Wilson 55' |       | 23' Bob Kelly 42' Vic Watson | Hampden Park, Glasgow Toeschouwers: 71.000 Scheidsrechter: Arthur Ward (ENG) |

|                                                  |       |                                           |               |                                                                                        |
| 14 april 1923 «onderlinge duels» 15:30 uur (UTC) | Wales | 0 – 3                                     | Noord-Ierland | Racecourse Ground, Wrexham Toeschouwers: 12.222 Scheidsrechter: George Nunnerley (ENG) |
| 14 april 1923 «onderlinge duels» 15:30 uur (UTC) |       | 15', 44' Bobby Irvine 16' Billy Gillespie |               | Racecourse Ground, Wrexham Toeschouwers: 12.222 Scheidsrechter: George Nunnerley (ENG) |